# Радужный дом
Радужный дом — тюменская общественная организация, занимающаяся вопросами защиты прав и социальной адаптации сексуальных и гендерных меньшинств. С 2009 года — часть «Российской ЛГБТ-сети».

## Цели
Целями организации «Радужный дом» являются защита прав ЛГБТ-людей, их социальная и психологическая адаптация, укрепление их самоуважения и доверия, предоставление необходимых юридических, социальных и экономических прав; борьба с дискриминацией по признаку сексуальной ориентации, создание в обществе терпимого отношения к ЛГБТ; преодоление гомофобии в общественном сознании, содействие открытому обсуждению вопросов гомосексуальности в обществе; проведение профилактики, помощь ВИЧ-инфицированным и больным СПИДом гомосексуалам.

## История

### 2005—2009
Организация появилась в 2005 году как неформальное объединение геев, лесбиянок, бисексуалов и транссексуалов. Местные власти отказали в регистрации группы сославшись на нормы законодательства по борьбе с экстремизмом, рассматривая деятельность ЛГБТ-граждан как «подрывающую государственную безопасность». В течение нескольких лет активисты ведут множество судебных тяжб с регистрирующими органами. «Радужному дому» в жалобах отказывали Центральный районный суд Тюмени, Тюменский областной суд, Таганский суд Москвы и Мосгорсуд.
Попытки официально зарегистрировать объединение начались в 2005 году. 29 декабря 2006 года Управлением Федеральной регистрационной службы по Тюменской области, Ханты-Мансийскому и Ямало-ненецкому автономным округам «Радужному дому» было отказано в регистрации. Обосновывая свой отказ, в Росрегистрации отметили, что деятельностью организации «подрываются суверенитет и территориальная целостность РФ в силу сокращения её населения». 18 апреля 2007 года Федеральная регистрационная служба России согласилась с решением региональных коллег, сославшись на экспертизу Устава «Радужного дома», проведенную Тюменским юридическим институтом МВД. Согласно этому документу, Устав содержит «признаки экстремистского характера». По мнению газеты «КоммерсантЪ-Екатеринбург» реальными причинами отказа тюменские чиновники в приватных беседах называли «эпатажность геев» и «возможные претензии религиозных групп». 1 июня 2007 года Росрегистрация повторно отказала «Радужному дому» в регистрации. Адвокат, представляющий интересы группы, правовой аналитик Межрегиональной Ассоциации правозащитных организаций «АГОРА» Рамиль Ахметгалиев заявил, что решение Росрегистрации незаконно, а признавать и запрещать деятельность любой некоммерческой организации по причине осуществления ею экстремистской деятельности может только суд. Информационно-аналитический центр «Сова» в своём докладе «Радикальный национализм в России и противодействие ему в 2007 году» назвал отказ в регистрации организации «Радужный дом» примером гомофобного произвола властей. В марте 2008 была направлена жалоба в Европейский суд по правам человека. 12 ноября 2009 было объявлено, что «Радужный дом» станет тюменским отделением «Российской ЛГБТ-сети». Координатором группы был назван Александр Жданов.

### 2010—2011
5 апреля 2010 года милиция запретила активистам проводить в центре города акцию «Дерево толерантности». Правозащитники предлагали повязать ленточку на дерево, тем самым выразив своё отношение к проблеме дискриминации по признаку сексуальной ориентации и гендерной идентичности. Ссылаясь на запрет администрации города, представители УВД угрожали задержать за нарушение общественного порядка любого, кто подойдет к дереву. 5 июля Центральный районный суд Тюмени отказал ЛГБТ-активистам в удовлетворении заявления о признании отказа администрации Тюмени в согласовании пикета незаконным. 27 сентября Тюменский областной суд поддержал решение районного суда. В марте 2011 Уполномоченный по правам человека в Российской Федерации Владимир Лукин направил в президиум Тюменского областного суда ходатайство с просьбой отменить решение Центрального районного суда и определение Областного суда и признать незаконным несогласование администрацией города акции. Таким образом он отреагировал на жалобу тюменских ЛГБТ-активистов, что стало первой с его стороны попыткой защитить права секс-меньшинств. 26 октября Верховный суд РФ признал, что запрет акции со стороны городских властей был незаконным. Это первое решение российского Верховного суда в поддержку свободы собраний сексуальных меньшинств. Однако причиной запрета были названы технические моменты, а не цель и тематика мероприятия, поэтому возможность использования решения для дальнейшего продвижения прав ЛГБТ остаётся под вопросом.
В марте 2011 года тюменский суд вновь согласился с Управлением Минюста, отказавшим в регистрации группы. Хотя адвокат «Радужного дома» по просьбе судьи представил международную и российскую практику, а также ссылки на многочисленные международные акты, требующие от России защиты прав ЛГБТ-сообщества, эти аргументы были проигнорированы.
28 марта Европейский Суд по правам человека коммуницировал жалобу гей-организации на отказы в регистрации и дискриминацию по признаку сексуальной ориентации. России из Страсбурга поступил ряд вопросов, на которые должны были ответить власти. Европейский Суд интересовался, являются ли отказы в регистрации «Радужного дома» вмешательством государства в право на свободу собраний и объединений, было ли такое вмешательство предусмотрено законом и насколько это необходимо в демократическом обществе. Также Страсбург запросил информацию о том, согласно ли правительство, что права заявителя были нарушены по признаку сексуальной ориентации. Уполномоченный России при ЕСПЧ, заместитель министра юстиции РФ Георгий Матюшкин в своём ответе повторил аргументы регистрирующих органов о том, что деятельность организации «может повлечь подрыв безопасности российского общества и государства, института брака и семьи», а также «возбудить ненависть и вражду», что является признаком экстремизма. Он заявил, что «право на свободу собраний и объединений не является безусловным», а отказ в регистрации «основан на императивных требованиях действующего законодательства РФ и не связан с дискриминацией».
Ситуация вокруг «Радужного дома» привлекла внимание российских и зарубежных правозащитников и была отмечена в докладах «Human Rights Watch», «Международной Амнистии», «Human Rights Without Frontiers» и «Московской Хельсинкской группы», где сказано, что действия органов регистрации можно расценить как превышение должностных полномочий.